# Marcewo
Marcewo – wieś w Polsce położona w województwie wielkopolskim, w powiecie słupeckim, w gminie Słupca.
Do 1954 roku siedziba gminy Młodojewo. W latach 1975–1998 miejscowość administracyjnie należała do województwa konińskiego.